# Астрагал французький
Астрагал французький (Astragalus monspessulanus) — вид трав'янистих рослин з родини бобові (Fabaceae), поширений у південній Європі від Іспанії до України й у північно-західній Африці.

## Опис
Багаторічна рослина 10–20 см. Листки з 12–13 парами овальних або продовгувато-овальних листочків. Віночок ≈ 25 мм завдовжки. Боби нездуті, лінійні, зігнуті, притиснуто-волосисті.

## Поширення
Поширений у південній Європі від Іспанії до України й у північно-західній Африці.
В Україні вид зростає на кам'янистих, головним чином вапнякових, схилах — у 3. Лісостепу (Хмельницька і Вінницька області).